# Offshore Dream
Offshore Dream (8 mai 2002 - ) est un cheval de course français participant aux courses de trot, appartenant à l'écurie de Rougemont et entraîné par Pierre Levesque. Il est double vainqueur du Prix d'Amérique, en 2007 et 2008. 

## Carrière de course
Né en 2002, il est le fils de Rêve d'Udon et d'une jument française d'origine américaine, Enfilade. Après un début de carrière prometteur où il s'impose au niveau semi-classique à l'attelé comme au monté, terminant en sus troisième du Prix de Vincennes et du Critérium des 3 ans, une blessure le tient éloigné des pistes plusieurs mois. Il fait son retour lors du meeting d'hiver 2006-2007 où il remporte le Critérium continental mais aussi et surtout le 86e Prix d'Amérique, face à des chevaux de la trempe de Jag de Bellouet et Kesaco Phedo. Il offre ainsi son premier Prix d'Amérique à Pierre Levesque, et bat aussi le record de la course en 3'14"49 (réduction kilométrique : 1'12"). Malgré ce coup d'éclat, son entourage joue la prudence et ne l'aligne pas dans le Prix de France et le Prix de Paris. Offshore Dream retrouve ainsi d'autres chevaux de 5 ans dans le Prix Ovide Moulinet, qu'il inscrit à son palmarès. Après une pause de plusieurs mois, il fait une rentrée prudente dans le Prix Jockey (5e), en prélude à son objectif de l'automne, le Critérium des 5 ans, où il s'octroie le premier accessit derrière Ozio Royal. Néanmoins, il se rachète quelques semaines plus tard en s'adjugeant le Championnat européen des 5 ans.  
Son meeting d'hiver 2007/2008 débute par une rentrée prudente dans le Prix Doynel de Saint-Quentin, puis il s'impose très facilement dans le Prix Marcel Laurent en égalant son record (1'12"), et enchaîne plusieurs bonnes courses de préparation, se plaçant ainsi parmi les favoris à sa propre succession dans le Prix d'Amérique. Le 27 janvier, soigneusement préparé pour l'épreuve reine où il s'élance avec le statut de grand favori, Offshore Dream parvient à conserver son titre et confirme qu'il est l'un des meilleurs chevaux du monde, tout en approchant son record (1'12"1). Alors qu'il n'est âgé que de 6 ans, il devient le troisième cheval à remporter plusieurs fois la course mythique (après Varenne et Jag de Bellouet, même si celui-ci a été disqualifié après sa deuxième victoire) depuis Ourasi. Il termine son meeting d'hiver par une 5e place dans le Prix de France. Longtemps absent durant l'année 2008, affecté par des problèmes respiratoires, il fait son retour à l'automne en province, puis à Vincennes où, après une course inquiétante dans le Prix de Bretagne, il rassure et se replace parmi les favoris au Prix d'Amérique en obtenant une belle seconde place dans le Prix de Bourgogne derrière son compagnon d'écurie Meaulnes du Corta. En lice pour un troisième victoire dans le Prix d'Amérique, qui le ferait rejoindre Uranie, Roquépine, Bellino II et Ourasi au club très fermé des triple vainqueurs de l'épreuve, il doit se contenter, à l'issue d'un parcours malheureux où il se trouve enfermé dans le peloton, de la sixième place, tandis que Meaulnes du Corta se couvre de gloire. Celui-ci réédite son exploit dans le Prix de France, où Offshore Dream s'octroie la quatrième place, et dans le Grand Critérium de vitesse de la Côte d'Azur, où le fils de Rêve d'Udon termine troisième. Second du Grand Prix du Sud-Ouest, il entreprend alors sa première campagne à l'étranger, obtenant la quatrième place dans le Grand Prix d'Oslo, puis le second accessit, malgré le pire numéro derrière l'autostart, dans l'Elitloppet, la plus grande course européenne après le Prix d'Amérique. À cette occasion, il abaisse son record à 1'10"1 avant de terminer sa carrière un mois plus tard avec une cinquième place dans le Forus Open. 

## Palmarès
France
- Prix d'Amérique (Gr.1, 2007, 2008)
- Critérium continental (Gr.1, 2006)
- Prix Ovide Moulinet (Gr.2, 2007)
- Prix Henri Levesque (Gr.2, 2007)
- Prix Marcel Laurent (Gr.2, 2007)
- Prix Édouard Marcillac (Gr.2, 2005)
- Prix Paul Karle (Gr.2, 2005)
- Prix Kalmia (Gr.2, 2005)
- 2e Critérium des 5 ans (Gr.1, 2007)
- 2e Prix Abel Bassigny (Gr.2, 2005)
- 2e Prix de Bourgogne (Gr.2, 2008)
- 2e Prix de Croix (Gr.2, 2007)
- 2e Grand Prix du Sud-Ouest (Gr.2, 2009)
- 3e Prix de Vincennes (Gr.1, 2005)
- 3e Critérium des 3 ans (Gr.1, 2005)
- 3e Grand Critérium de vitesse de la Côte d'Azur  (Gr.1, 2009)
- 3e Prix Robert Auvray (Gr.2, 2007)
- 3e Prix Ténor de Baune (Gr.2, 2008)
- 4e Prix de France (Gr.1, 2009)
- 5e Prix de France (Gr.1, 2008)
- 5e Critérium des Jeunes (Gr.1, 2005)
- 5e Prix de l'Atlantique (Gr.1, 2008)
- 5e Prix Octave Douesnel (Gr.2, 2006)
- 5e Prix Jacques de Vaulogé (Gr.2, 2005)
- 5e Prix Jockey (Gr.2, 2007)

 Union européenne
- Championnat européen des 5 ans (Gr.1, 2007)

 Suède
- 3e Elitloppet (Gr.1, 2009)

 Norvège
- 4e Grand Prix d'Oslo (Gr.1, 2009)
- 5e Forus Open (Gr.1, 2009)

## Au haras
Offshore Dream a commencé en 2006 une carrière d'étalon au haras du Pays d'Auge, où ses services sont facturés 10 000 € la saillie.
Parmi ses meilleurs produits, citons le champion Josh Power 1'09, auteur du doublé Critérium des 4 ans / Critérium des 5 ans, Univers Turgot 1'12 (Prix Paul Viel, 3e Critérium des Jeunes), la championne au monté Ulka des Champs 1'11m (Prix Reynolds, 3e Prix de l'Île-de-France), Vaillant Cash 1'10m, codétenteur du record général au trot monté (1'10"6), lauréat du Prix Emmanuel Margouty avant d'être disqualifié pour allures irrégulières dans le Critérium des Jeunes qu'il avait remporté de bout en bout en un temps record, Goût Baroque 1'12 (Prix Albert Demarcq), les championnes suédoises Backfire 1'10 (Drottning Silvias Pokal (Gr.1), Breeders'Crown Fyraariga Ston (Gr.1), 3e du Critérium continental) et Face'Em 1'12 (Svenskt Trav-Oaks), ou le Norvégien Custom Colt 1'14 (Norsk Travkriterium). En 2021, l'un de ses fils, l'Allemand Dreambreaker, s'approprie le record du monde du trot monté (1'09"8) en remportant le Montéeliten.  

## Origines
Offshore Dream est un fils de Rêve d'Udon, l'un des grands noms de l'histoire du trot français, qui s'est doté d'un palmarès d'exception autant au monté (Prix de Cornulier) qu'à l'attelé, en France comme à l'étranger (vainqueur notamment du Championnat du monde aux États-Unis). 
Sa mère, Enfilade, entra au haras après quelques accessits dans des prix de série à Vincennes et un record de 1'19"4. Elle s'avéra une génitrice exceptionnelle, puisque outre Offshore Dream, elle a donné un autre millionnaire en gains, Tornado Bello 1'11, un fils de Jag de Bellouet qui brilla l'âge venu au monté, remportant le Prix Camille Lepecq à 9 ans et prenant nombre d'accessits dans des groupe 2. Cinq autres produits de Enfilade ont amassé plus de 100 000 € de gains. Dans son pedigree majoritairement américain, on notera l'inbreeding sur la grande poulinière américaine Somolli (4x4) et le croisement entre le crack et chef de race Speedy Somolli et sa propre sœur, Seascape Lobell.
Jean-Pierre Reynaldo a établi en 2007 un classement des lignées mâles subsistantes du Trotteur français en quatre lignées principales dont la deuxième et la troisième s'affaiblissent. La lignée no 4, américaine car issue d'Hambletonian 10, est la plus fournie , d'autant que les principaux grands étalons des années 2010 en sont également des descendants (Ready Cash, Ganymède, Coktail Jet, Quaker Jet, Love You, Timoko…). Offshore Dream fait partie de la lignée de Conquérant à laquelle Reynaldo attribue le no 1, partagée en six subdivisions. Comme Memphis du Rib et Prince Gédé, Offshore Dream fait partie de la lignée 1a (Conquérant-Kerjacques).
- Conquérant (1858)
  - Fuschia (1883)
    - Bémécourt (1901)
      - Hernani III (1929)
        - Quinio (1938)
          - Kerjacques (1954)
            - Éjakval (1970)
              - Rêve d'Udon (1983)
                - Offshore Dream (2002)

| Origines de Offshore Dream | Origines de Offshore Dream | Origines de Offshore Dream | Origines de Offshore Dream |
| -------------------------- | -------------------------- | -------------------------- | -------------------------- |
| Père Rêve d'Udon           | Ejakval                    | Kerjacques                 | Quinio                     |
| Père Rêve d'Udon           | Ejakval                    | Kerjacques                 | Arlette III                |
| Père Rêve d'Udon           | Ejakval                    | Quadrivalse                | Flocon II                  |
| Père Rêve d'Udon           | Ejakval                    | Quadrivalse                | Valse F                    |
| Père Rêve d'Udon           | Mavia du Vivier            | Ursin L                    | Mario                      |
| Père Rêve d'Udon           | Mavia du Vivier            | Ursin L                    | Kava Williams              |
| Père Rêve d'Udon           | Mavia du Vivier            | Traviata III               | Job                        |
| Père Rêve d'Udon           | Mavia du Vivier            | Traviata III               | Naïve L                    |
| Mère Enfilade              | Tarass Boulba              | Speedy Somolli             | Speedy Crown               |
| Mère Enfilade              | Tarass Boulba              | Speedy Somolli             | Somolli                    |
| Mère Enfilade              | Tarass Boulba              | Idie                       | Valmont                    |
| Mère Enfilade              | Tarass Boulba              | Idie                       | Tarentelle IV              |
| Mère Enfilade              | Tableau                    | Joie de Vie                | Super Bowl                 |
| Mère Enfilade              | Tableau                    | Joie de Vie                | Heidi Rodney               |
| Mère Enfilade              | Tableau                    | Seascape Lobell            | Speedy Crown               |
| Mère Enfilade              | Tableau                    | Seascape Lobell            | Somolli                    |